# Potamotrygon

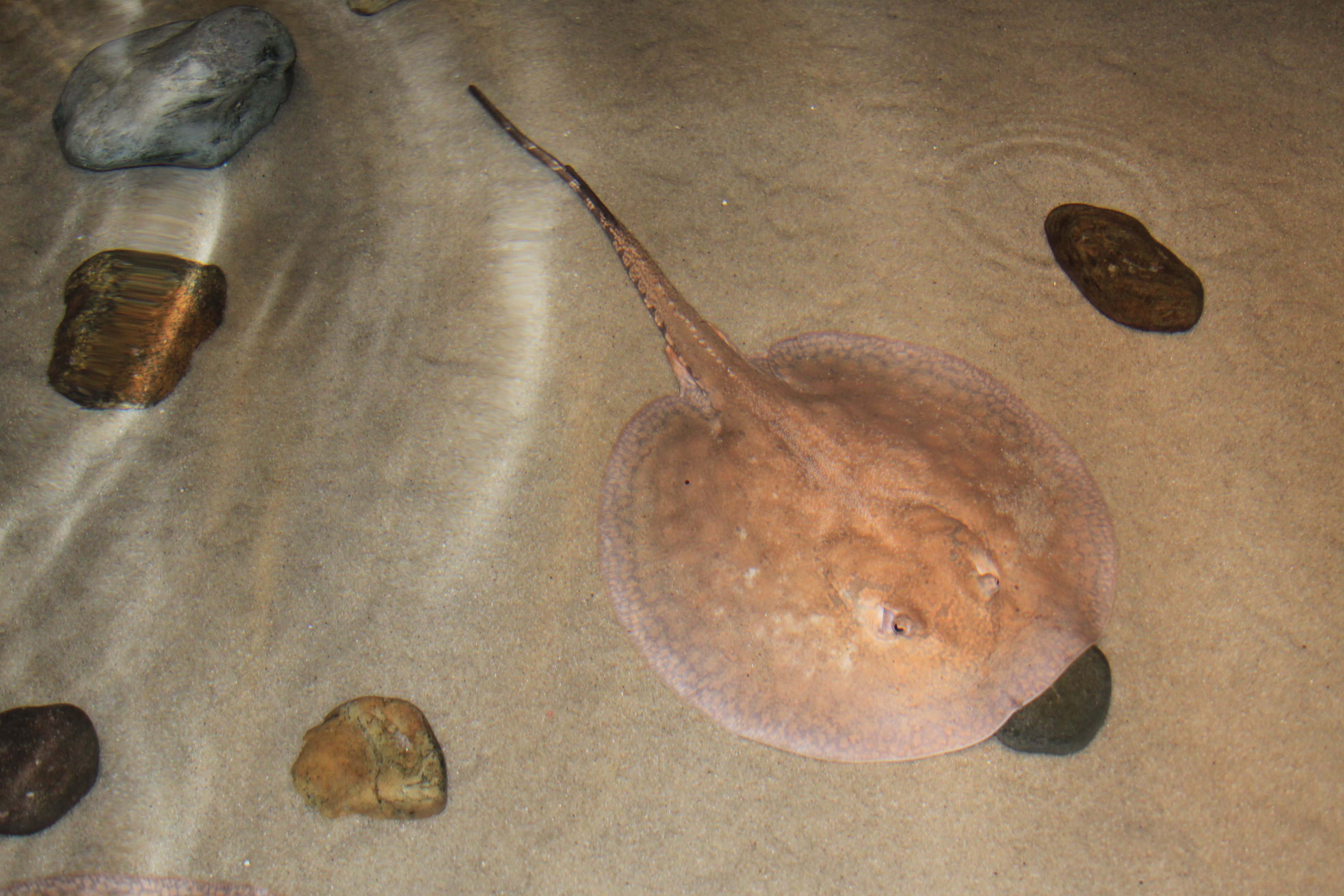
Potamotrygon hystrix.

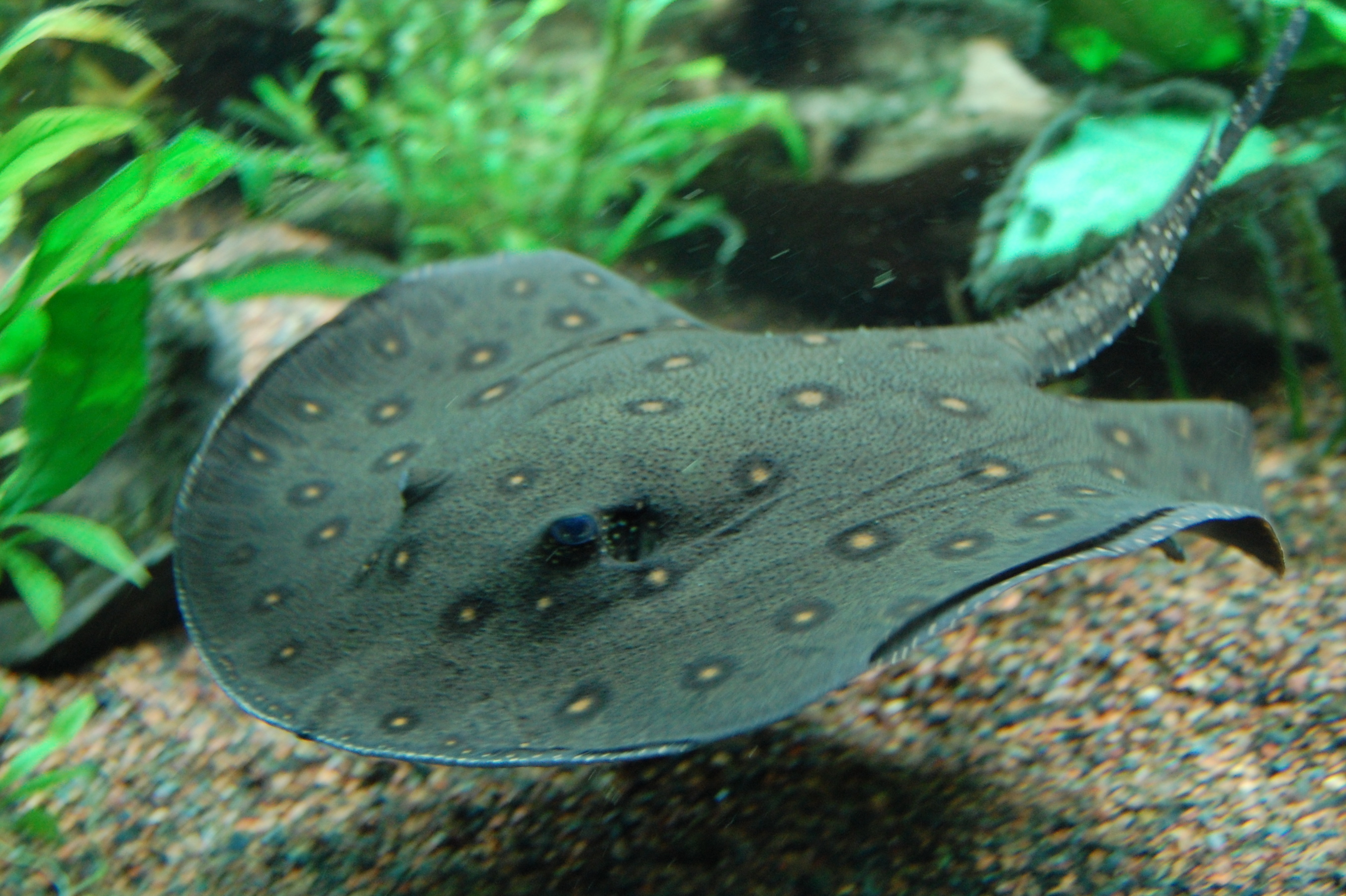
Potamotrygon motoro.

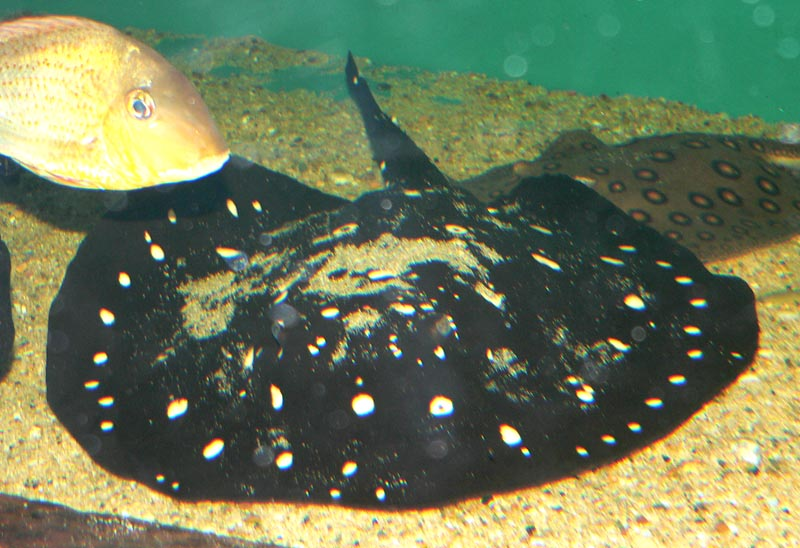
Potamotrygon henlei.

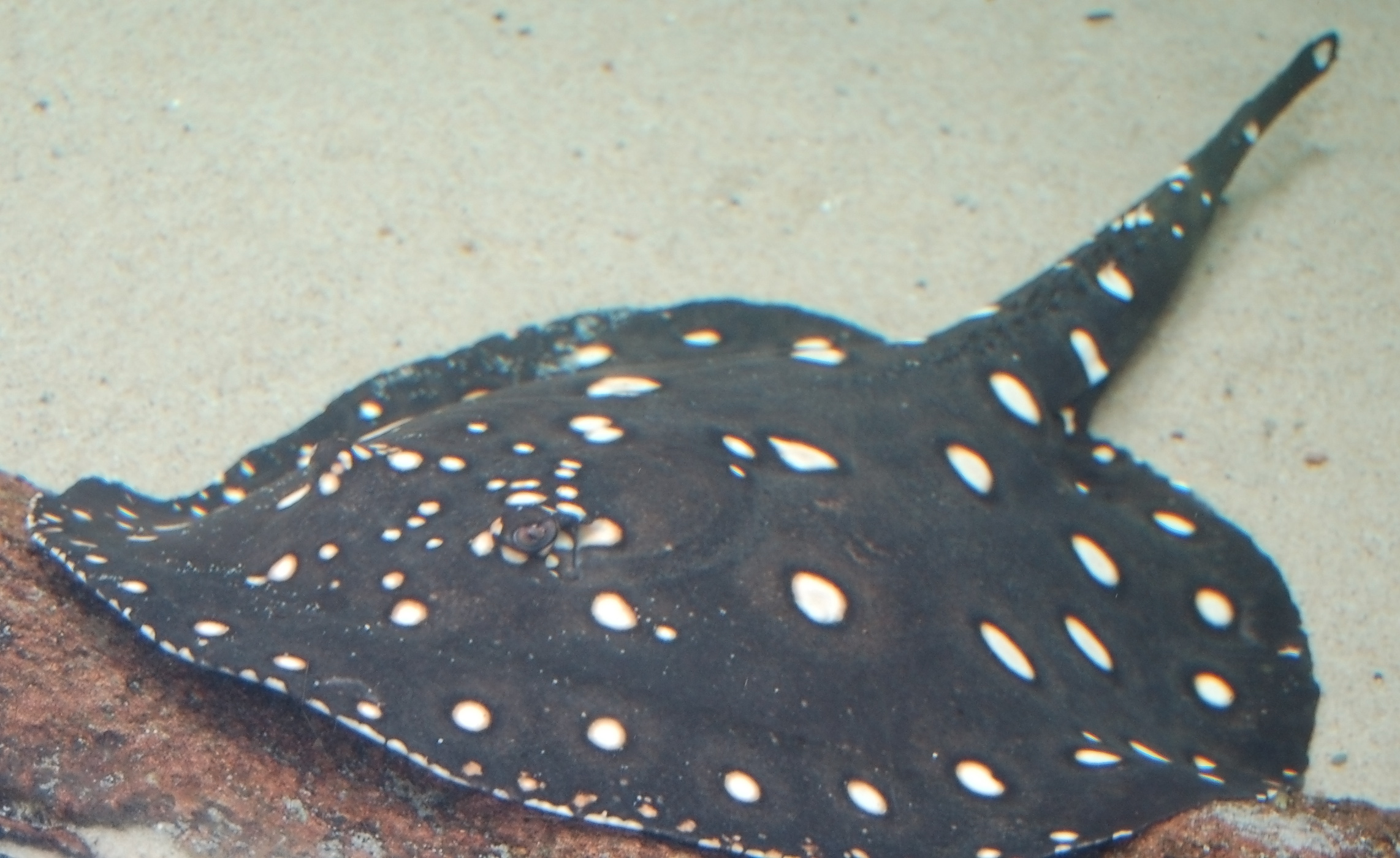
Potamotrygon leopoldi.

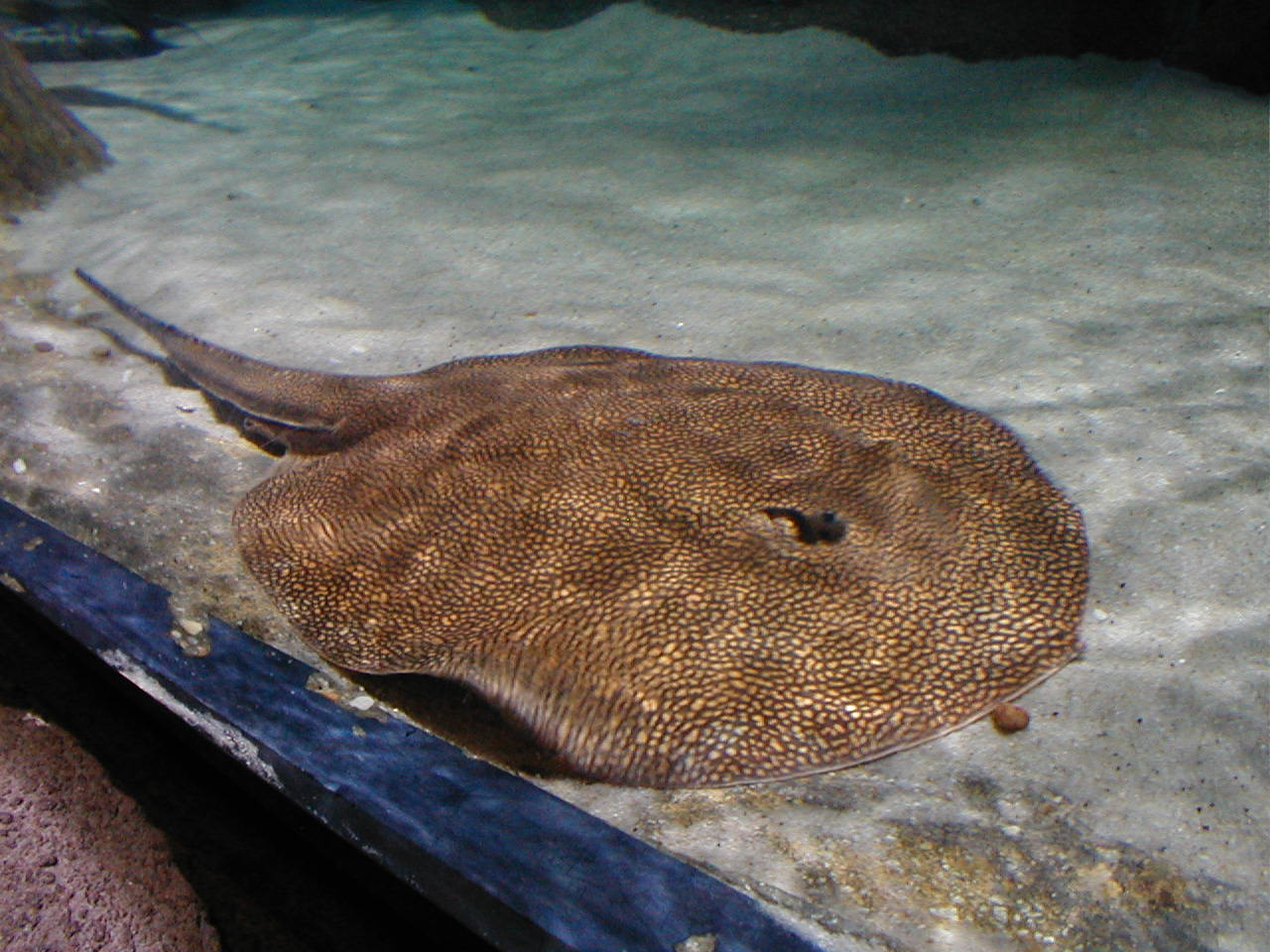
Potamotrygon castexi.

Potamotrygon é um gênero de peixes batóides, mais conhecidos como arraias-de-água-doce, são os peixes cartilagíneos de água doce mais venenosos conhecidos pelo homem.

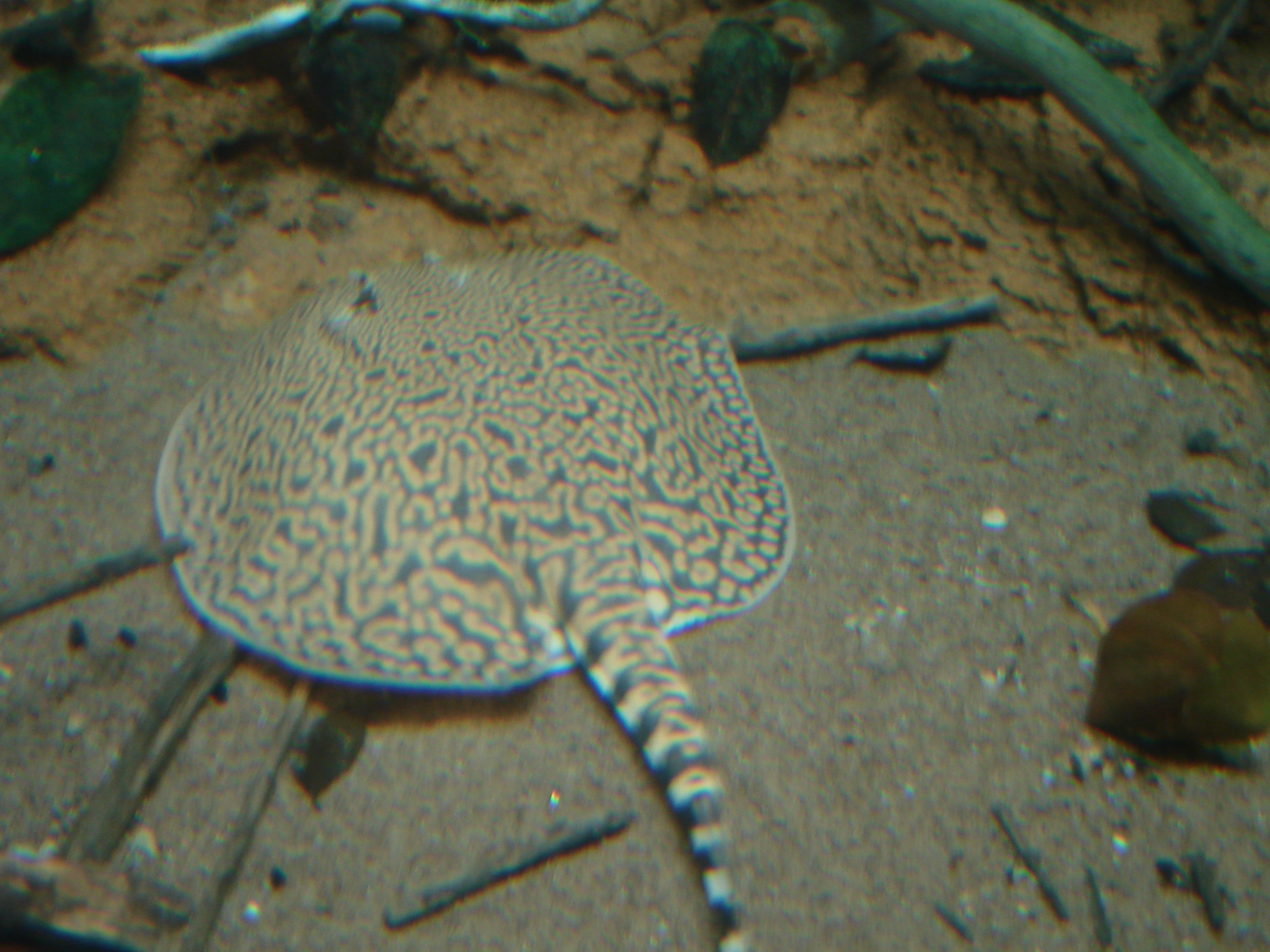
Potamotrygon falkneri.

## Lista de espécies
- Potamotrygon boesemani Rosa, M. R. de Carvalho & Almeida Wanderley, 2008[1]
- Potamotrygon brachyura (Günther, 1880)
- Potamotrygon castexi Castello & Yagolkowski, 1969
- Potamotrygon constellata (Vaillant, 1880)
- Potamotrygon falkneri Castex & Maciel, 1963
- Potamotrygon henlei (Castelnau, 1855)
- Potamotrygon humerosa  Garman, 1913
- Potamotrygon hystrix (J. P. Müller & Henle, 1834)
- Potamotrygon leopoldi Castex & Castello, 1970
- Potamotrygon magdalenae (A. H. A. Duméril, 1865)
- Potamotrygon marinae Deynat, 2006
- Potamotrygon motoro (J. P. Müller & Henle, 1841)
- Potamotrygon ocellata (Engelhardt, 1912)
- Potamotrygon orbignyi (Castelnau, 1855)
- Potamotrygon schroederi Fernández-Yépez, 1958
- Potamotrygon schuemacheri Castex, 1964
- Potamotrygon scobina Garman, 1913
- Potamotrygon signata Garman, 1913
- Potamotrygon tatianae J. P. C. B. da Silva & M. R. de Carvalho, 2011
- Potamotrygon tigrina M. R. de Carvalho, Sabaj Pérez & Lovejoy, 2011[2]
- Potamotrygon yepezi Castex & Castello, 1970